# Eszter Voit
Eszter Zsófia Voit, później Vöglyi, Simek i Meák (ur. 11 stycznia 1916 w Budapeszcie, zm. 2 listopada 1990 tamże) – węgierska gimnastyczka. Brązowa medalistka olimpijska z Berlina.
Zawody w 1936 były jej jedynymi igrzyskami olimpijskimi. Brązowy medal zdobyła w rywalizacji drużynowej. Węgierską drużynę tworzyły także Margit Csillik, Margit Kalocsai, Ilona Madary, Gabriella Mészáros, Margit Nagy, Olga Törös i Judit Tóth. 